# 静岡県道175号鷹岡富士停車場線
静岡県道175号鷹岡富士停車場線（しずおかけんどう175ごう たかおかふじていしゃじょうせん）は、静岡県富士市内を通る一般県道である。

## 概要

### 路線データ
- 起点：静岡県富士市厚原（静岡県道414号富士富士宮線交点）
- 終点：富士停車場（静岡県富士市本町）

## 沿革
- 1960年（昭和35年）4月1日 - 認定[1]

## 地理

### 通過する自治体
- 静岡県富士市

### 接続する道路
- 静岡県道414号富士富士宮線（起点：長沢入口交差点）
- 静岡県道396号富士由比線（東海道）（富士本町交差点）
- 静岡県道174号富士停車場線・静岡県道181号富士停車場伝法線（終点：富士駅西交差点）

### 周辺
- JR東海道本線 富士駅
- JR身延線
  - 富士駅
  - 柚木駅
  - 竪堀駅
  - 入山瀬駅
- 静岡県立富士高等学校
- 静岡県富士見中学校・高等学校
- 富士市立富士中学校
- 富士市立富士中央小学校
- 富士市立富士第一小学校
- 日本製紙 富士工場（富士製造部）
- 王子マテリア 富士第二工場
- 大宮製紙（大王製紙グループ） 富士工場・鷹岡事業所
- 明治製紙（特種東海製紙グループ） 鷹岡工場
- 荒川化学工業 富士工場
- カインズホーム 富士店
- エスポット 富士店
- ドン・キホーテUNY 富士中央店
- マックスバリュ 富士八幡町店

## その他
- 路線名の「鷹岡」は、起点付近の旧自治体名（静岡県富士郡鷹岡町）に由来する。